# Geto Boys
I Geto Boys, in origine Ghetto Boys, sono un gruppo musicale hip hop originario di Houston, Texas.
Il sito internet Statunitense About.com ha classificato il gruppo alla decima posizione della sua classifica dei migliori 25 gruppi hip-hop di sempre.

## Storia
Il gruppo è fondato da James Smith, Prince Johnny C., the Slim Jukebox e DJ Ready Red. Attorno al periodo 1987-1988 sia Prince Johnny C. sia the Slim Jukebox lasciano il gruppo, costringendo Smith a trovare dei sostituti prendendo artisti solisti dalla sua Rap-A-Lot Records: arrivano Bushwick Bill, Scarface e Willie D. Rappresentanti del southern hip hop, si fanno notare nel panorama gangsta a causa di testi violenti e misogini oltre il limite del genere stesso, che aveva avuto un ottimo successo mainstream a inizio anni novanta. La trattazione di argomenti come esperienze psicotiche e necrofilia li priva della firma con la Def Jam e Geffen Records, label con la quale sarebbe dovuto uscire nel 1990 l'album di remix di Grip It! On That Other Level prodotto da Rick Rubin: lo stesso Rubin trova un'altra etichetta al gruppo tramite la sua Def Jam. La controversia regala notevole popolarità al trio e il loro sforzo seguente, We Can't Be Stopped, vende un milione di copie negli Stati Uniti.
Negli anni successivi e per periodi relativamente brevi si uniscono al gruppo anche Big Mike e DMG al posto di Willie D e Bushwick Bill.

## Membri attuali del gruppo
- Scarface nato il 9 novembre 1970 a Houston
- Bushwick Bill nato l'8 dicembre 1966 in Giamaica ma cresciuto a Brooklyn da ragazzo. È morto il 9 giugno 2019 per un cancro al pancreas
- Willie D nato il 1º novembre 1966 a Houston

## Membri del passato
- Prince Johnny C (1987-1988)
- The Slim Jukebox (1987-1988)
- DJ Ready Red (1987-1988)
- Big Mike nato nel 1971 a New Orleans (1992-1995)

## Discografia
Album in studio
- 1988 – Making Trouble
- 1989 – Grip It! On That Other Level
- 1991 – We Can't Be Stopped
- 1993 – Till Death Do Us Part
- 1996 – The Resurrection
- 1998 – Da Good da Bad & da Ugly
- 2005 – The Foundation

Album di remix
- 1990 – The Geto Boys

Raccolte
- 1992 – Uncut Dope
- 2002 – Greatest Hits
- 2008 – Best of the Geto Boys